# جاناتان دومینگز
جاناتان دومینگز (انگلیسی: Jonathan Domínguez؛ زادهٔ ۱۹ اکتبر ۱۹۸۷) بازیکن فوتبال اهل آرژانتین است.